# Pomnik Friedricha Ludwiga Jahna w Bolesławcu
Pomnik Friedricha Ludwiga Jahna w Bolesławcu (niem. Jahndenkmal) – nieistniejący pomnik niemieckiego teoretyka gimnastyki i propagatora ćwiczeń gimnastycznych Friedricha Ludwiga Jahna, uznawanego za „Ojca” (niem. Turnvater Jahn) gimnastyki sportowej, odsłonięty w mieście Bolesławiec (ówcześnie niem. Bunzlau) w województwie dolnośląskim.

## Opis
Prawdopodobnie w 1911 roku ze względu na obchody 100-lecia powstania pierwszego boiska sportowego w Prusach, które otwarto 19 czerwca 1811 w Hasenheide niedaleko Berlina, w Bolesławcu powstał pomysł ustawienia pomnika Friedricha Ludwiga Jahna. Jego odsłonięcie miało zbiec się z obchodami 50-lecia miejscowego Męskiego Towarzystwa Gimnastycznego. Projekt pomnika wykonał miejski radca budowlany o nazwisku Scherer. 23 lipca 1914 roku poinformowano, że firma rzeźbiarza Hugona Andersa rozpoczęła stawianie pomnika. Uroczystość odsłonięcia miała się odbyć 30 sierpnia 1914 roku, jednak z powodu wybuchu I wojny światowej odwołano ją. Okazało się także, że pomnik nie był wykończony. W 1919 roku rozpoczęła się ponowna zbiórka pieniędzy na dokończenie pomnika. Postanowiono realizować pierwotny projekt, którego autor zginął podczas wojny. Model popiersia Jahna, dwukrotnie przekraczającego naturalne rozmiary, wykonany został przez rzeźbiarza Hermanna Müllera z Wrocławia. Odlew z brązu wykonała wrocławska firma Schlesische Kirchengeräte- und Bronzenfabrik F. Schmidt & Co. Montaż przeprowadziło przedsiębiorstwo rzeźbiarza Juliusa Wymetala, który przejął je po Hugonie Andersie. Pomnik stanął na tzw. promenadzie (niem. Promenade), w pobliżu budynku gimnazjum (obecnie sądu rejonowego). Prowadziły do niego cztery schody. Na cokole znajdowało się brązowe popiersie Jahna. Z tyłu ustawiono kamienną półokrągłą kolumnadę. W jej dolnej części zamontowano 2 brązowe płyty z 16 nazwiskami poległych podczas I wojny światowej członków Męskiego Towarzystwa Gimnastycznego w Bolesławcu. Na cokole umieszczono godło ruchu gimnastycznego – cztery stylizowane litery F, ułożone w kształcie krzyża. Znaczą one: frisch (świeży), fromm (pobożny), froh (wesoły) i frei (wolny), a poniżej napis: Dem deutschen Turnvater in Treue gewidmet zum 50jährigen Bestehen des Männerturnvereins Bunzlau 1864–1914 (Niemieckiemu ojcu gimnastyki w wierności poświęcono z okazji 50-lecia powstania Męskiego Towarzystwa Gimnastycznego w Bolesławcu 1864–1914). Uroczystość odsłonięcia zorganizowano 19 czerwca 1921 roku. Od rana w tym dniu odbywały się okręgowe zawody sportowe. O godzinie 13:00 pod pomnik wyruszył pochód. Przed pomnikiem przemówienie wygłosił nauczyciel liceum Brucke, a z ramienia miasta pomnik przejął pod swoją pieczę wiceburmistrz Koltzenburg. Pomnik nie zachował się do czasów obecnych.